# Contea di Zezhou
La contea di Zezhou (泽州县S) è una contea della Cina, situata nella provincia dello Shanxi e amministrata dalla prefettura di Jincheng.